# Phoenix Wright: Ace Attorney - Trials and Tribulations
Phoenix Wright: Ace Attorney - Trials and Tribulations (逆転 裁判 3, Gyakuten Saiban 3) est un jeu vidéo d'aventure et troisième volet de la série Ace Attorney, développé par Capcom Production Studio 4 et édité par l'entreprise japonaise Capcom. Il sort sur Game Boy Advance en 2004 au Japon. Le jeu est porté sur Nintendo DS en 2007 au Japon et aux États-Unis et en 2008 en Europe. Il est également réédité uniquement au Japon sur Windows en 2006 puis Wiiware en 2010.
Le joueur y incarne deux avocats, Phoenix Wright et Mia Fey (à travers des flashbacks), au cours de cinq affaires, dans lesquelles ils devront prouver l'innocence de leurs clients à force de preuves et de contre-interrogatoires.
Le jeu fait suite à Phoenix Wright: Ace Attorney et Phoenix Wright: Ace Attorney - Justice for All.

## Système de jeu
Le jeu présente le même gameplay que dans les deux épisodes précédents et est présenté sous forme de jeu d'aventure textuel avec des phases de dialogue et d'exploration. Le personnage garde en mémoire les témoignages des accusés et des témoins, ainsi que les objets et preuves concernant le crime, et doit démontrer les contradictions du coupable en l'interrogeant sur un point précis de sa déclaration, et en montrant un objet (ou en posant les questions adéquates) qui le poussent à l'aveu. Le joueur peut toujours présenter les profils des personnages comme preuves et utiliser le Magatama. ce dernier fait apparaitre des verrous psychés lorsqu'un personnage ment ou cache des informations au joueur. En lui présentant le magatama et les bonnes preuves, les verrous psychés se brisent et le personnage révèle certaines informations.
Par effet scénaristique, le joueur en viendra à incarner d'autres personnages, notamment Mia Fey, le mentor de Phoenix, dans des affaires précédant son décès.

## Trame

### Affaires
Le jeu est constitué de cinq affaires où le joueur incarne Phoenix Wright, avocat devenu expérimenté, et Mia Fey, lors de ses débuts en tant qu'avocate de la défense.
Dans ce 3e épisode de la série, le joueur va en apprendre plus sur l'histoire des personnages, comme la jeunesse de Phoenix Wright, les débuts difficiles d'avocat de la défense de Mia Fey et l'histoire de la famille Fey.
- Souvenirs et Volte-Face

Mia Fey, jeune avocate du barreau, aborde le second procès de sa carrière huit mois après des débuts traumatisants. Elle aura à défendre un étudiant, un certain Phoenix Wright, accusé du meurtre de Patrick Hauméot. Ce dernier n'est autre que l'ex-petit ami de la compagne actuelle de Phoenix, Dahlia Plantule.
L'"assistant" de Mia Fey est Samuel Rosenberg, qui est en vérité son mentor et auprès duquel elle a insisté pour prendre en charge le dossier. L'affaire fait également revenir le personnage de Victor Boulay.
- La Volte-Face Volée

Lors d'une exposition des reliques du village de Kurain, MaskdeMasque, un voleur légendaire, annonce vouloir s'emparer de l'urne sacrée. Le méfait réalisé, il est arrêté par le détective légendaire Matt Moissat, lequel en profite pour dévoiler la véritable identité du criminel en la personne d'Henri Duplaisir. Mais Désirée, la femme de l'accusé, est certaine de l'innocence de son mari et demande à Phoenix Wright d'assurer sa défense. Ce dernier sera opposé au mystérieux procureur Godot.
Paul Defès et Andréa Landry se retrouveront de nouveau mêlés à cette affaire en tant que témoins.
- Recette de Volte-face

Phoenix est stupéfait : l'inspecteur Dick Tektiv lui présente un article de journal traitant d'un meurtre dont l'accusée, Maguy Loiseau (qu'il a déjà défendue un an auparavant), a été jugée coupable après que sa défense ait été assurée par un faux Phoenix Wright. Le voilà donc dans l'obligation de réparer les dégâts en demandant une réouverture du dossier pour vice de procédure.
- La Volte-face initiale

Retour vers le passé : Mia Fey débute au barreau et entame sa carrière d'avocate de la défense. Elle devra défendre Régis Florimet accusé du meurtre de Valérie Plantule. Dans le camp adverse, un novice déjà présenté comme un génie du barreau : Benjamin Hunter. Mia se confrontera au témoignage troublant de Melissa Foster. Elle sera aidée par son amant : Diego Armando, un avocat de la défense assez familier. L'affaire se déroule un an avant le fameux procès de Phoenix, accusé de meurtre, et constitue les débuts très controversés de la jeune avocate.
- Le pont des Volte-face

Quand Maya essaie d'inciter Phoenix à l'accompagner au temple Hazakura où elle souhaite y suivre un entraînement de Chanelling et lui présente pour ce faire un article de presse traitant du sujet et accompagné d'une photo, celui-ci y reconnaît une personne qui lui semble familière. Cela suffit pour que le duo, accompagné de Pearl Fey, s'y rende. Là, ils rencontreront sœur Iris, dont les traits sont très familiers à Phoenix (lui rappelant Dahlia Plantule), et Elise Deauxnim, auteure de livres pour enfants. Cette dernière sera assassinée et les soupçons porteront sur la première.
Paul Defès, l'ami d'enfance de Phoenix se retrouvera une nouvelle fois parmi les témoins.
Benjamin Hunter s'impliquera de nouveau dans une affaire qui fait la suite de sa première affaire, qui fut un fiasco aussi bien pour lui que pour Mia.
Franziska Von Karma interviendra également pour prendre le relai de l'accusation.

### Personnages
Mia Fey
Avocate débutante dans le passé, mentor de Phoenix dans le présent, elle est maintenant décédée depuis 2 ans
Phoenix Wright
Avocat, personnage principal du jeu.
Maya Fey
Assistante de Phoenix Wright et sœur de Mia Fey, étudiante en channeling.
Pearl Fey
Petite cousine de Maya, prodige du channeling.
Godot
Procureur mystérieux, qui porte un masque à la suite d'un terrible accident. On ne sait rien sur lui mais il en veut beaucoup à Phoenix. Il a un goût prononcé pour le café, et on le voit toujours une tasse à la main. Il n'a jamais bu plus de dix-sept tasses au cours du même procès.
Dahlia Plantule
Jeune étudiante, elle était la petite amie de Phoenix Wright au moment des débuts de Mia Fey au barreau. Son charme irrésistible est capable de monter le juge contre la défense.

## Localisation
本土坊薫 (Kaoru Hondobou), le propriétaire et chef d'un restaurent libanais dans la version japonaise a été renommé dans la version française. Il s'appelle donc Luigi Labocca, il est italien et propriétaire et chef du restaurant "Bellisima".

## Musique
La bande-son de ce 3e épisode a été composé par Noriyuki Iwadare, qui a réalisé et arrangé les 34 musiques du jeu pour une durée totale de 82 minutes et 53 secondes. Il a d'ailleurs signé une des musiques les plus appréciées de la série, le thème de Godot, The Fragrance of Dark Coffee.

## Accueil
Le jeu a reçu la note de 8/10 par Eurogamer, 8,25/10 par Game Informer et 7,7/10 par IGN qui l'a nommé 23e dans sa liste des meilleurs jeux Nintendo DS. Le magazine britannique GamesMaster lui a donné la note de 89 % et le désigne comme le meilleur Phoenix Wright de la série.[réf. souhaitée]. Le site Adventure Gamers a donné au jeu la note de 4,5/5.
Les ventes du jeu aux États-Unis ont surpassé les espérances de Capcom, comme le total de précommandes en ligne et en magasin qui était plus du double des évaluations de ventes de Capcom avant la sortie du jeu. En Europe, ce troisième épisode et sa suite ont cumulé de faibles ventes en raison d'une promotion quasi inexistante, de la sortie de Trials and Tribulations avec plus d'un an de retard et celle du 4e épisode Apollo Justice: Ace Attorney avant ce troisième. Les très faibles ventes de ces deux épisodes sont la raison pour laquelle Capcom n'a pas traduit le spin-off de la série Ace Attorney Investigations: Miles Edgeworth.[réf. nécessaire]